# Õhtuleht
Õhtuleht é o segundo maior jornal diário na Estônia, com aproximadamente 242 mil leitores. É propriedade da Eesti Meedia, que também tem como subsidiário o periódico Postimees.